# Долни Балван
 Тази статия е за едното щипско село.  За другото вижте Горни Балван.  За селото в България вижте Балван.
Долни Балван (на македонска литературна норма: Долни Балван) е село в централната част на Северна Македония, община Карбинци.

## География
Селото е разположено в долината на река Брегалница, на десния ѝ бряг, на 10 километра северно от град Щип.

## История
В XIX век Долни Балван е село в Щипска кааза на Османската империя. Според статистиката на Васил Кънчов („Македония. Етнография и статистика“) от 1900 година Долно Балван има 100 жители българи християни и 35 цигани.
В началото на XX век жителите на селото са под върховенството на Българската екзархия. По данни на секретаря на екзархията Димитър Мишев („La Macédoine et sa Population Chrétienne“) през 1905 година в Долно Балван (Dolno Balvan) има 120 българи екзархисти.
При избухването на Балканската война в 1912 година пет души от Балван (Горни и Долни) са доброволци в Македоно-одринското опълчение.
След Междусъюзническата война в 1913 година селото попада в Сърбия.
На етническата си карта от 1927 година Леонард Шулце Йена показва Долни Балван (Dolni Balvan) като българско християнско село.
Иконите в църквата „Свети Георги“ са от XIX век.

## Личности
Родени в Долни Балван
- Герасим Янев, български революционер от ВМОРО, четник на Стоян Мишев[6]
- Доне Коцев, български революционер от ВМОРО, четник на Стоян Мишев[6]
- Йове Евтимов, македоно-одрински опълченец, нестроева рота на Трета солунска дружина, роден в Горни или Долни Балван[7]
- Славчо Ефремов (1884 – ?), македоно-одрински опълченец, Петнадесета щипска дружина, роден в Горни или Долни Балван[8]
- Христо Рогушков, деец на ВМОРО и ВМРО от Горни или Долни Балван[9]
- Санде Христов, български революционер, деец на ВМОРО, четник на Иван Бърльо[10] и Стоян Леков в 1915 година,[11] от Горни или от Долни Балван
- Сандо Везенков, български революционер от ВМОРО, четник на Иван Бърльо в 1914 година, роден в Горни или Долни Балван[12]
- Салтир Монев, български революционер от ВМОРО, четник при Мише Развигоров, роден в Горни или Долни Балван[13]
- Славе Търалинеца, български революционер, деец на ВМОРО, четник на Иван Бърльо в 1915 година, роден в Горни или Долни Балван[14]
- Стойко Върба Янев, български революционер от ВМОРО, четник при Мише Развигоров, роден в Горни или Долни Балван[13]
- Шене Миладинов, български революционер от ВМОРО, четник при Мише Развигоров, роден в Горни или Долни Балван[13]